# René Bérangé
René Bérangé, né le 9 mai 1940 à Paris et mort le 10 avril 2012 à Clamart, est un joueur de football français. Il évoluait au poste de défenseur.

## Carrière
Formé à l'USM Malakoff, René Bérangé commence sa carrière professionnelle au Stade français, où il dispute trois saisons en première division. 
Il passe ensuite une saison à l'Olympique de Marseille en deuxième division, puis retrouve son club fotmateur de l'USM Malakoff en 1966. Il connaît un bref passage à l'ES Juvisy de 1971 à 1973, avant de mettre un terme à sa carrière à Malakoff en 1974,.

## Statistiques
Au cours de sa carrière, René Bérangé dispute notamment 50 matchs en Division 1 (pour 1 but), 28 matchs en Division 2 (pour 2 buts) et 4 matchs de Coupe des villes de foires.